# تکلر بیله
تکلر بیله (انگلیسی: Téclaire Bille; ۷ ژوئیهٔ ۱۹۸۸ – ۱۵ دسامبر ۲۰۱۰) بازیکن فوتبال اهل کامرون بود.

وی همچنین در تیم ملی فوتبال زنان گینه استوایی بازی کرده‌است.